# Ropicomimus ruber
Ropicomimus ruber là một loài bọ cánh cứng trong họ Cerambycidae.